# Malé náměstí (Petite Place)
Malé náměstí (en français, Petite Place) est une place historique, située au cœur de la Vieille Ville de Prague, en Tchéquie. Elle se trouve à quelques mètres de la Place de la Vieille-Ville. 

## Description
Cette petite place entièrement piétonne est entourée de façades colorées. Au centre se trouve un puits de 1560, orné d'une grille Renaissance et surmonté d'un lion de Bohême doré. La Maison Rott, de style néo-Renaissance, date de 1890 et arbore une façade peinte qui s'inspire de la technique des sgraffites utilisée pour décorer les façades des bâtiments Renaissance.

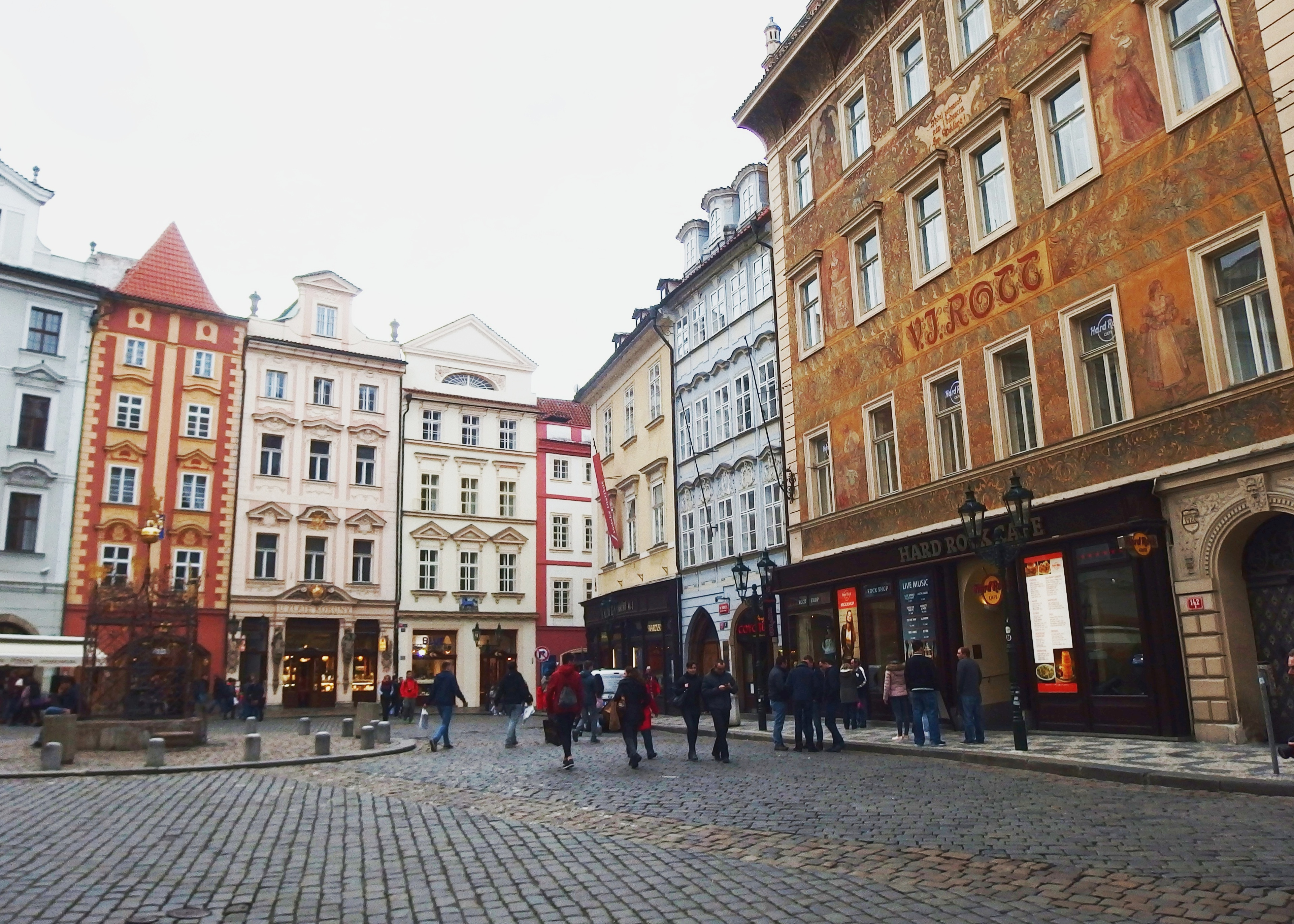
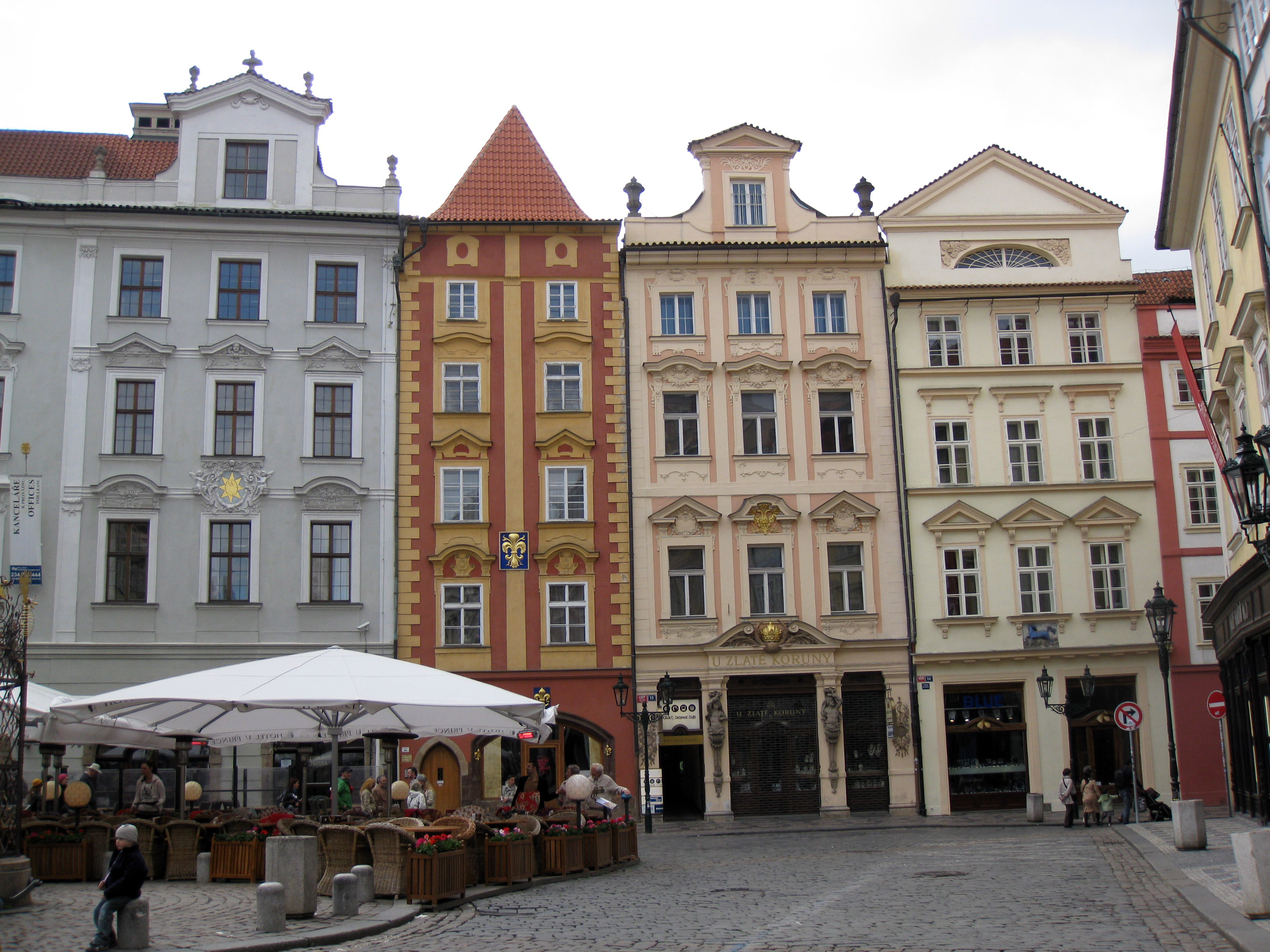
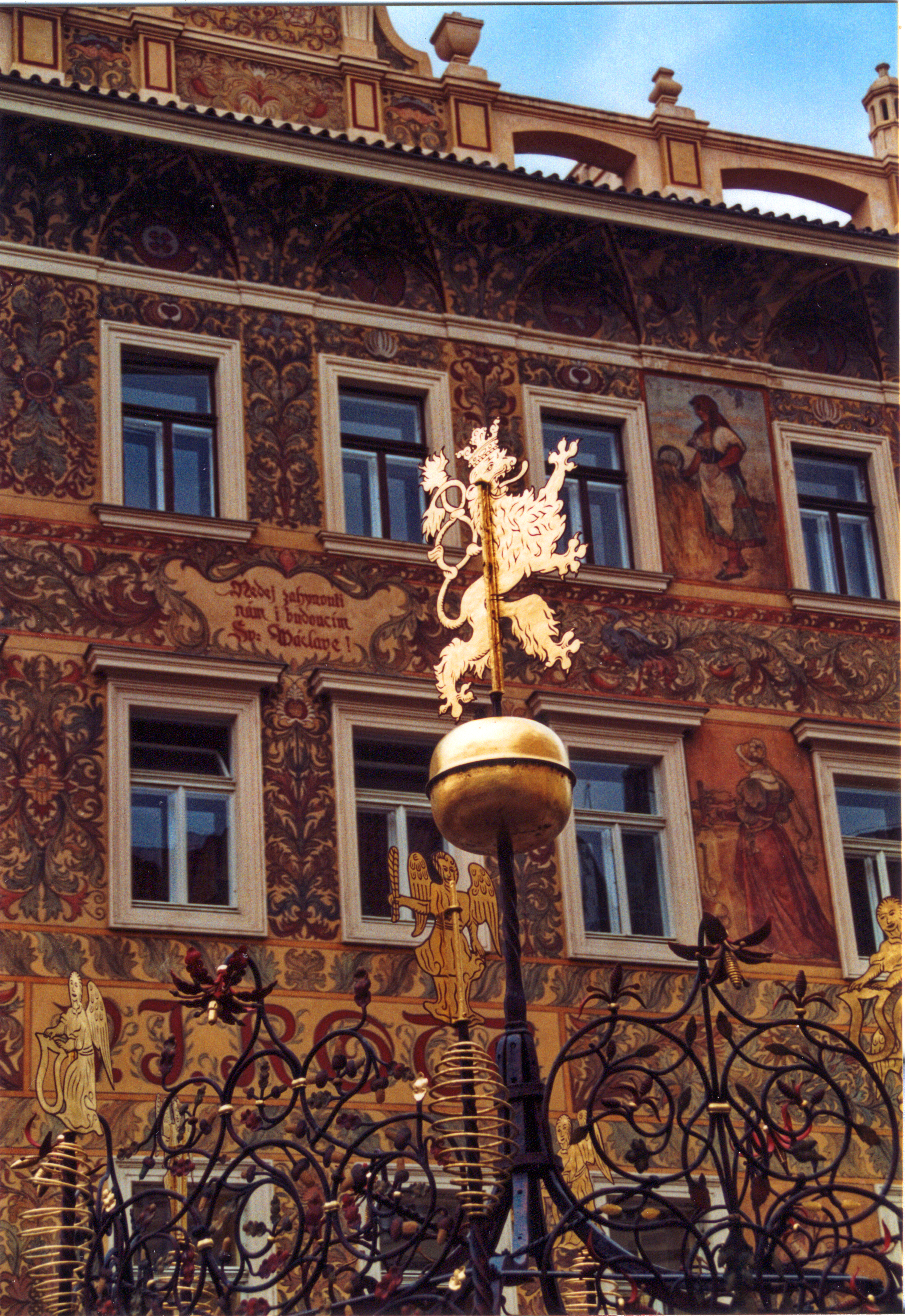
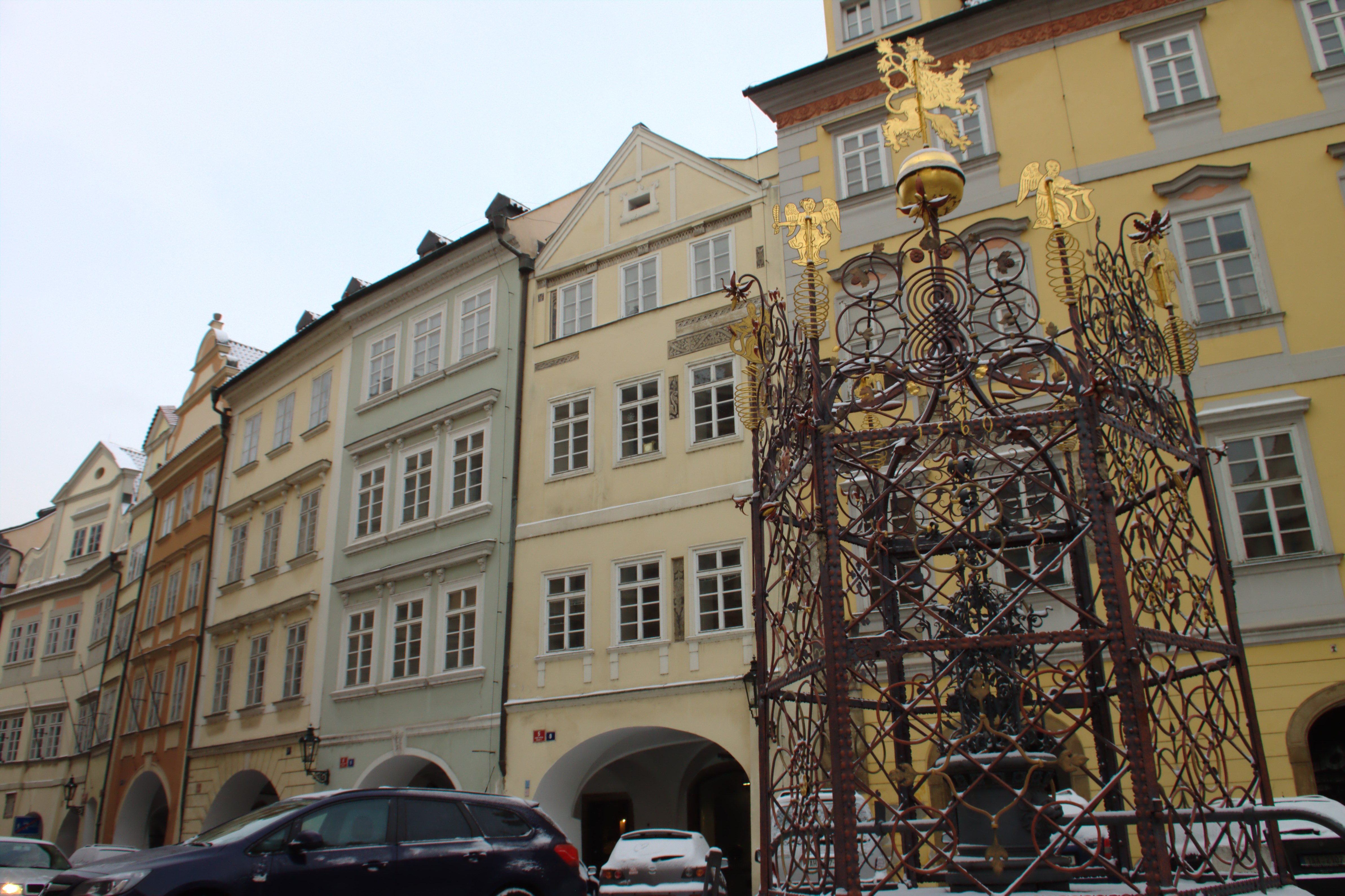